# 袁綝
袁 綝 （えん ちん / えん りん、生没年不詳）は、中国三国時代の蜀漢の人物。豫州潁川郡の人。

## 経歴
詳しい事績は伝わっていないが、李厳の処罰を諸葛亮らが協議した際の弾劾状において、中軍師・車騎将軍・都郷侯の劉琰、使持節・前軍師・征西大将軍・涼州刺史・南鄭侯の魏延に次いで、前将軍・都亭侯としてその名が見える。左将軍・荊州刺史・高陽郷侯の呉懿、督前部・右将軍・玄郷侯の高翔、督後部・後将軍・安楽亭侯の呉班らより上位だった。
『華陽国志』では後に征西将軍となったと記録されている。